# Charles de Lannoy
Charles de Lannoy (Valenciennes, 1487. k.  – Gaeta, Nápolyi Királyság, 1527. szeptember 23.), a burgundiai eredetű Lannoy-házból származó németalföldi főnemes, Lannoy, La Roche-en-Ardenne és Asti grófja, Molembaix, Senzeilles (Walcourt) ura, 1509-ben kötött házassága révén Entremont és Montbel grófja. Udvaronc és államférfi Szép Fülöp burgundiai herceg és V. Károly császár szolgálatában, az Aranygyapjas rend lovagja, Sulmona és Ortonamare első hercege, a Nápolyi Királyság spanyol alkirálya, az itáliai spanyol és császári csapatok főparancsnoka. Hadvezér az 1521–26-os itáliai háborúban és a cognaci liga háborújának első éveiben. Az 1525-ös paviai győzelem után ő fogadta I. Ferenc király megadását.
Dél-németalföldi családi és előneve franciás formában terjedt el, ejtése kb. [ sárl dö lanoá ]. Előfordul spanyolos (Carlos) és olaszos (Carlo) névformákban is.

## Élete

### Származása, ősei
Charles de Lannoy a burgund eredetű, németalföldi Lannoy-ház sulmonai ágának tagjaként született a dél-németalföldi Valenciennes-ben (ma Franciaországhoz tartozik, a belgiumi Hainaut tartomány déli határánál).
Édesapja Jean de Lannoy volt, Mingoval ura, édesanyja Philipotte de Lalaing († 1487). Charles nagybátyja III. Jean de Lannoy (Jan van Lannoy, 1410–1493) volt, Holland és Zeeland tartományok császári helytartója, az Aranygyapjas rend lovagja, II. Jean de Lannoy gróf (1370–1415) és Jeanne de Croÿ (1390–?) grófnő fia.
Apai nagyapja, II. Jean de Lannoy gróf Burgundia hercegeinek szolgálatában állt. Az ő apósa (Charles egyik dédapja) I. Jean de Croÿ (1365–1415), Croÿ és Araines ura, Renty és Seneghem bárója, a Croÿ-ház alapítója volt. Mindketten karddal szolgálták VI. Károly francia királyt, és 1415-ben, az azincourt-i csatában estek el.

### Pályakezdése Brüsszelben
Az ifjú Charles Szép Fülöp burgundiai herceg lovászmestere volt a brüsszeli hercegi udvarnál. Fülöp 1504-ben Kasztília királya lett, Lannoy I. Miksa német király (1508-tól császár) szolgálatába állt. Itt figyeltek fel vezetői, irányítói tehetségére.
1506-ban Szép Fülöp elhunytával Miksa unokája, Habsburg Károly főherceg, a későbbi V. Károly császár lett Burgundia (Németalföld) hercege, aki 1515-ben kinevezte Lannoy-t a brüsszeli koronatanács tagjává.

### Házassága
1509-ben Lannoy megnősült, Françoise d’Entremont de Montbel-t vette feleségül, Bojano hercegnőjét, Venafro grófnőjét, Prata bárónőjét. Felesége jogán megszerezte Entremont és Montbel grófi címét is. Fiuk, Philippe Charles de Lannoy (1514–1553), Sulmona hercege, az itáliai spanyol hadsereg tábornoka. 1544-ben a ceresolei csatában a nápolyi lovasságot vezényelte.

### Császári szolgálatban
1516-ban az Aranygyapjas rend lovagjává fogadták. 1521-ben Károly császár, spanyol király Tournai kormányzójává nevezte ki. 1522-ben a spanyol grandok sorába emelte, a Spanyol Korona főlovászmesterévé (caballerizo mayor) nevezte ki.
1522 márciusában, Ramon de Cardona gróf, nápolyi alkirály elhunytakor Károly császár (mint I. Károly spanyol király) Charles de Lannoy-t nevezte ki a Nápolyi Királyság spanyol alkirályává.

### Nápoly alkirálya
Új állomáshelyének elfoglalása után, 1522. július 16-án kihirdette első rendelkezését, mely szerint az alkirály kormányzata – korábbi szokásokat helyreállítva – heti két alkalommal közmeghallgatást tart, egyet egyet a nemesség, egyet a nép képviselői számára. A kormányzásba bevonta az előző uralkodó, Aragóniai Ferdinánd embereit is, több autonómiát adott a helyi nemességnek, hogy megnyerhesse őket az új, formálódó Spanyol Birodalom céljainak.
Lannoy Nápolyba érkezésekor már folyt az 1521–26-os itáliai háború, V. Károly szövetségben X. Leó pápával és VIII. Henrik angol királlyal I. Ferenc francia király ellen harcolt. Károly a Milánói Hercegséget akarta visszaszerezni, vele szemben Ferenc, Genova, Velence és Ferrara támogatásával Nápolyt akarta elfoglalni. 1521 novemberében Károly tábornoka, Fernando de Ávalos, Pescara őrgrófja elfoglalta Milánót. 1522. április 22-én Milánó mellett, a bicoccai csatában Prospero Colonna condottiere-nek, az itáliai spanyol és császári seregek fővezérének csapatai döntő vereséget mértek a franciákra, akik kivonultak Észak-Itáliából.
1523 végén Prospero Colonna fővezér elhunyt. Károly császár az itáliai főparancsnokai tisztséget is Charles de Lannoy alkirályra ruházta.

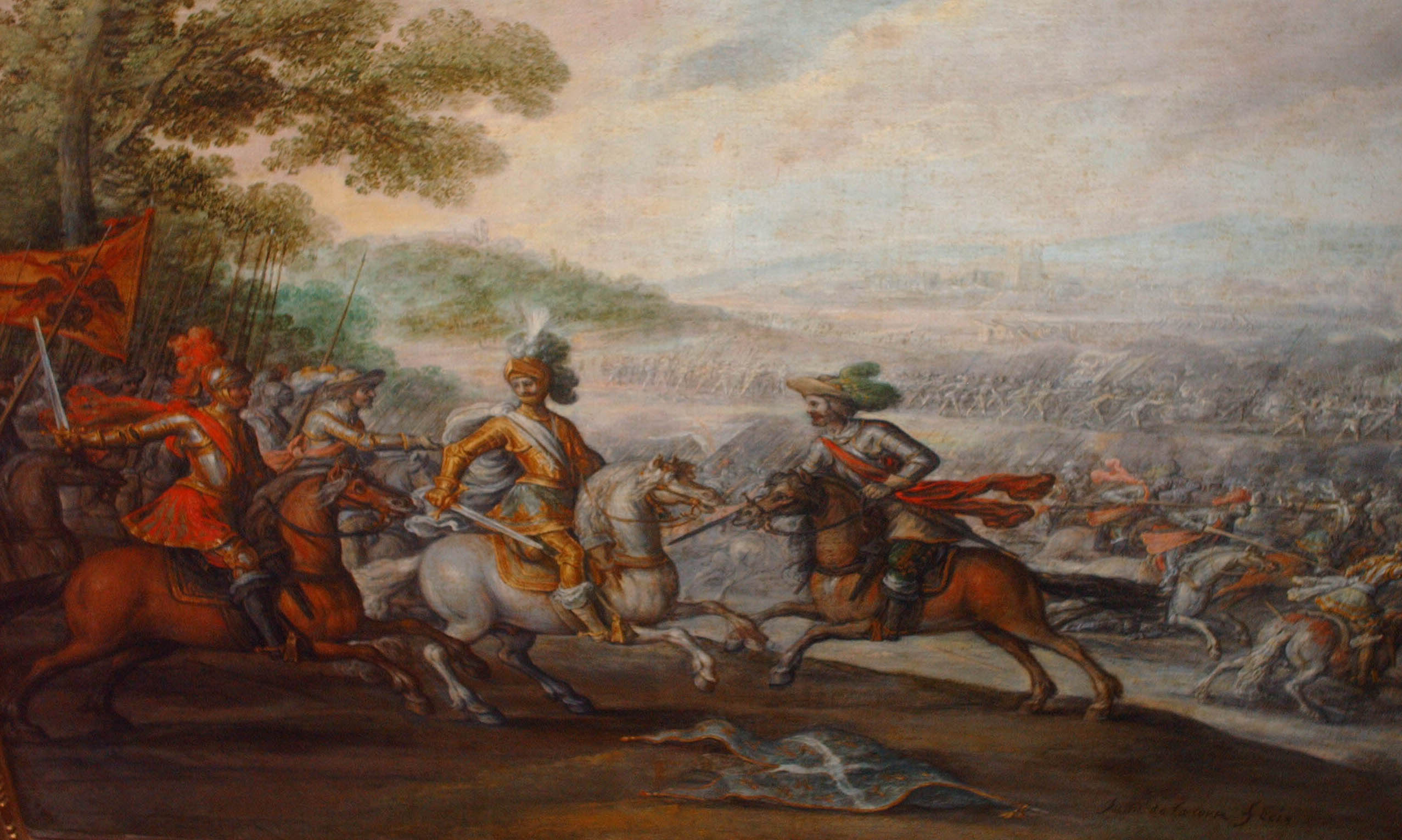
I. Ferenc királyt Paviánál elfogja az Aranygyapjas rend két lovagja (Juan de la Corte (1597-1660) festménye)

1524 nyarán V. Károly csapatai offenzívát indított Provence ellen. Fernando de Ávalos tábornok és a francia királytól átpártolt Charles de Bourbon (Bourbon Károly) herceg, Montpensier grófja, Ferenc volt főlovászmestere (connétable) azonban sikertelenül ostromolták Marseille-t. I. Ferenc ellentámadást indított, Nizzán keresztül nagy erőkkel betört Lombardiába, októberben elfoglalta Milánót, a spanyol csapatok visszavonultak. Ferenc király – Lannoy csapatainak üldözése helyett – ostrom alá vette Pavia városát, amelyet Antonio de Leyva spanyol tábornok védett. Az ostrom elhúzódott, a császár felmentő sereget toborzott, Georg von Frundsberg német zsoldoskapitány vezetésével. Charles de Lannoy erős lovas egységekkel vonult Pavia alá, seregéhez csatlakoztak Ávalos tábornok spanyol és Bourbon Károly milánói egységei is. Az egyesült spanyol-német-császári haderő megtámadta a franciákat. 1525. február 24-én – a császár születésnapján – a páviai csatában döntő győzelmet arattak, számos francia főember, köztük Jacques de La Palice marsall is elesett a harcban. Maga Ferenc király spanyol fogságba esett, Bourbon Károly megadásra szólította fel, de a király nem tárgyalt az őt eláruló Károllyal, inkább Charles de Lannoy alkirálynak adta át kardját. Ferencet a császár foglyaként Madridba szállították, ahol kiszabadulása fejében kénytelen volt aláírni a számára hátrányos madridi békeszerződést.
A győzelmes háború után, 1526-ban Károly császár Charles de Lannoy-nak és örököseinek adta birtokul Sulmona városát, hercegi címmel, hozzá Ortonamare városát. Királyi főudvarnaggyá nevezte ki (mayordomo mayor). Ő maga és utódai jogot nyertek arra, hogy a hivatalos alkalmakkor a királyság ősi főnemesi családjaival egy sorban foglalhatnak helyet.

### A Habsburg–Valois háborúban
1525-ben VII. Kelemen pápa hatalmi ellentétbe került V. Károllyal. Az eseményeket Charles de Lannoy nem volt képes megakadályozni. 1525. július 15-én Károly német zsoldos csapatai elfoglalták, kirabolták és porig égették az umbriai Narni városát. 1526-ban a pápa Ferenc királyhoz fordult, csatlakozott a Habsburg-ellenes cognaci ligához, a Milánói Hercegséggel, Firenzével, és Velencével együtt. A császár Georg von Frundsberg kapitányt erős német zsoldos sereggel Lombardiába küldte, 1527 elején csatlakozott hozzájuk spanyol seregeivel a két renegát, Philibert de Chalon-Arlay, Oránia hercege és Charles de Bourbon herceg, Montpensier grófja. A fizetetlenül hagyott német-spanyol fellázadtak, a franciák helyett Róma ellen vonultak. Május 6-án a várost elfoglalták, kirabolták, a pápát elfogták.

### Elhunyta
Charles de Lannoy 1527. szeptember 23-án hunyt el Gaetában (más forrás szerint Aversában), gyors lefolyású betegség következtében. A nápolyi aragón királyi udvar kedvelt templomában, az olivetánus rend Santa Maria di Monteoliveto kolostorának templomában temették el. (A templom mai neve: Sant’Anna dei Lombardi). Lannoy utódja Nápoly alkirályának posztján Hugo de Moncada valenciai hadvezér lett, aki spanyol csapata élén maga is részt vett Róma kirablásában.

## További információ
- Juan de Urbina, Marqués de Oira (tercios.org)
- Valenciennes: le nez en l’air. Au service de sa Majesté. (Híres valenciennes-i személyek) (valentianoe.unblog.fr)
- Société de l'histoire de France, 1. kötet, ed. La Société, 1835., XII. fejezet: Lettres de Charles de Lannoy et de Charles-Quint (Lannoy és V. Károly levelezése a paviai csatáról) (Google-könyv)
- Case regnanti. Gli spagnoli. (nobili-napoletani.it)
- Raphaël De Smedt: Jan heer van Lannoy, stadhouder en diplomaat (1410-1493), in: De orde van het Gulden Vlies te Mechelen in 1491, Raphaël De Smedt, in: Handelingen van de koninklijke kring voor oudheidkunde, letteren en kunst von Mechelen 95/2), Mechelen, 1992, 55-84. old.
- Raphaël De Smedt (kiadó): Les chevaliers de l’ordre de la Toison d’or au XVe siècle. Notices bio-bibliographiques (franciául), és Beiträge zur europäischen Geschichte des späten Mittelalters, 3. in: Kieler Werkstücke Reihe D, 2. kiadás, Verlag Peter Lang, Frankfurt am Main, 2000, ISBN 3-631-36017-7, 115-116. old.
- Frederick Lewis Taylor: The Art of War in Italy, 1494-1529. Westport: Greenwood Press. 1973. ISBN 0-8371-5025-6
- Frederic J. Baumgartner: Louis XII, St.Martin’s Press, New York, 1996. ISBN 0-312-12072-9